# Pilarella longicornis
Pilarella longicornis is een eenoogkreeftjessoort uit de familie van de Arietellidae. De wetenschappelijke naam van de soort is voor het eerst geldig gepubliceerd in 1985 door Alvarez.